# 牟山湖
牟山湖是一个位于中国浙江省余姚市的湖泊，面积约为4平方千米。